# Айдан Озозуз
Айдан Озозуз (нар. 31 травня 1967, Гамбург) — німецька політична діячка турецького походження. З 2009 року депутатка Бундестагу від Соціал-демократичної партії Німеччини (СДП). У 2011 році була обрана заступницею голови СДП. Мінестерка у відомстві федерального канцлера і комісарка з імміграції, біженців та інтеграції.

## Життєпис
Айдан Озозуз народилася 31 травня 1967 року в Гамбурзі в родині етнічних турків, які приїхали до Німеччини в 1958 році. Виросла в Гамбург-Локштедті. У 1989 році Озозуз отримала громадянство Німеччини. У неї є два брати: Явуз і Гюрхан.
У 1986 році Айдан Озозуз закінчила школу. У 1994 році здобула ступінь магістра. Під час навчання в університеті входила до Турецького студентського товариства Гамбурга і протягом двох років очолювала його.
З 1994 року працювала у фонді Кербера. Після обрання до Бундестагу втратила свою посаду в фонді.
У 2001—2008 роках Озозуз була членом парламенту Гамбурга. Займала посаду голови парламентської групи СДП з міграційної політики та входила до комітетів внутрішніх справ та у справах сім'ї та петицій.
У 2004 році вступила до Соціал-демократичної партії Німеччини, Айдан Озозуз стала першою туркенею, обраною на посаду заступника голови СДП.
У 2009 році Озозуз була обрана членкинею Бундестагу. Входила до комітету у справах сім'ї, літніх людей, жінок та молоді. 2 березня 2010 року парламентська група СДП призначила Айдан Озозуз комісаркою з інтеграції.
У 2013 році була повторно обрана до парламенту. Вона стала однією з 11 етнічних турків і однією з 7 жінок-туркень, які були в тому році обрані до Бундестагу.
16 грудня 2013 року Айдан Озозуз було призначено комісаркою з імміграції, біженців та інтеграції. Вона стала першою туркенею і першою мусульманкою, яка увійшла до складу федерального уряду Німеччини.

### Особисте життя
Одружена, має доньку.